# Der arme Heinrich

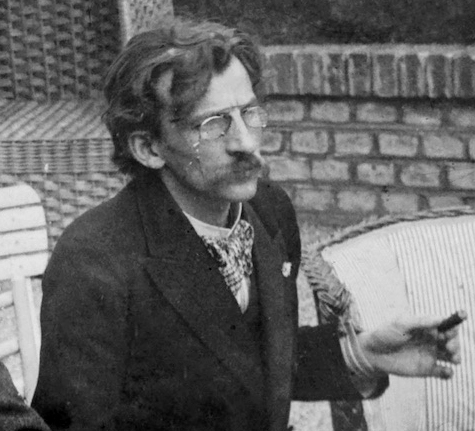
Hans Pfitzner.

Der arme Heinrich är en opera i två (ursprungligen tre) akter med musik av Hans Pfitzner och libretto av James Grun efter en medeltida legend av Hartmann von Aue.

## Historia
Operan var Pfitzners första scenverk och han arbetade på den mellan åren 1890-94. Liksom i sina senare operor är temat frälsning och musiken är starkt påverkad av Richard Wagners operor. Till skillnad från Wagners frälsningsdramer blir Heinrich inte frälst genom en annans offer, utan först när han kan känna medlidande med en annan persons lidande. Liksom Wagner använder sig även Pfitzner av ledmotiv genom hela operan. Verket hade premiär den 2 april 1895 på Stadttheater i Mainz. 

## Personer
- Heinrich, en tysk riddare (Tenor)
- Dietrich, hans vapendragare (Baryton)
- Hilde, Dietrichs hustru (Sopran)
- Agnes, Dietrichs och Hildes dotter (Sopran)
- Läkaren (Bas)

## Handling
En riddarborg i Schwaben, år 1100.

### Akt I
Den sjuke riddaren Heinrich vårdas av sin vapendragare Dietrich, hans hustru Hild och deras dotter Agnes. Dietrich far till ett kloster i Salerno för att rådfråga en berömd munk och läkare. Denne förklarar att endast en jungfrus frivilliga offerdöd kan rädda riddaren. Då Heinrich får veta detta försöker han begå självmord med sitt svärd men är för svag.

### Akt II
Dietrich och Hilde anar att dottern Agnes är beredd att ge sitt liv för Heinrich. Alla försök att övertala att låta bli är förgäves. Till slut välsignar Hilde dottern och Dietrich för henne till Heinrich.

### Akt III
Alla beger sig till Salerno. Vid ingången till klosterkyrkan känner Heinrich ett stygn av själviskhet. Med omänskliga krafter förstör han kyrkdörren och rusar in till munken och sliter kniven ur munkens hand med vilken han skulle döda Agnes. Genom detta osjälviska beslut blir riddaren helad och åter frisk.